# Максім Пундже
Максім Пундже (фр. Maxime Poundjé, нар. 16 серпня 1992, Бордо) — французький футболіст камерунського походження, захисник клубу «Лозанна».

## Клубна кар'єра
Максим Пундже почав займатися футболом у 8-річному віці. Тренувався в 2 клубах свого рідного міста, поки в 2003 році не опинився в системі підготовки «Бордо». Влітку 2011 року був відданий в оренду клубу «Нім-Олімпік», що виступав у третьому за рівнем дивізіоні Франції. Дебютував у «Німі» 12 серпня 2011 року в матчі проти «Фрежус-Сен-Рафаеля»
. Всього захисник зіграв за клуб 31 матч (з урахуванням кубкових) і по закінченні сезону повернувся в «Бордо».
2012 року повернувся у «Бордо», де став здебільшого виступати за другу команду. Вперше зіграв за основу у Лізі 1 11 серпня 2012 року в матчі з «Евіаном», замінивши на полі Анрі Севе на 78-й хвилині зустрічі
. 6 грудня 2012 року провів перший матч у Лізі Європи (проти англійського «Ньюкасл Юнайтед»). Виступаючи за «Бордо», більшість часу був резервістом: лише в травні 2019 досягнув 100 матчів у Лізі 1 та лише в сезоні 2018/19 став повноцінним гравцем основи.

## Виступи за збірні
2008 року дебютував у складі юнацької збірної Франції і взяв участь у 10 іграх на юнацькому рівні.
Маючи камерунське походження, Пундже отримав виклик до національної збірної Камеруну, який відхилив.

## Титули і досягнення
- Володар Кубка Франції (1):

«Бордо»: 2012-13